# اسقف‌نشینی کاتولیک رومی آرل

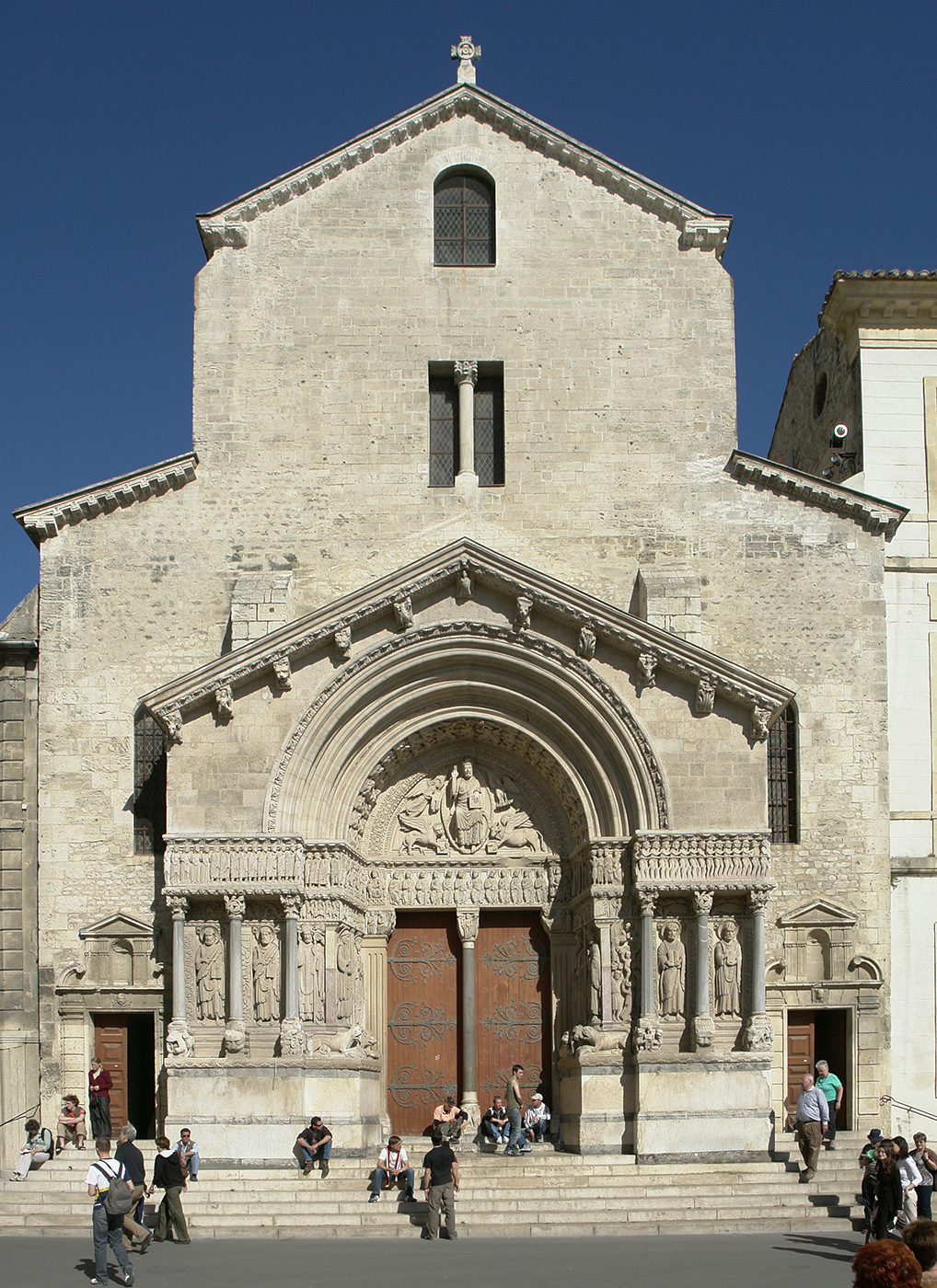
نمایی از ساختمان کلیسای جامع سنت تروفیم. آرل، فرانسه - ۲۰۰۶

اسقف‌نشینی کاتولیک رومی آرل (انگلیسی: Roman Catholic Archdiocese of Arles) اسقف اعظم کلیسای کاتولیک دارای سریر اسقف در شهر آرل، در جنوب فرانسه بود.

## تاریخ اسقفی
اسقف اعظم آرل در سال ۳۳۰ تأسیس شد. در سال ۴۶۰ به عنوان اسقف‌نشینی کلان‌شهری ارتقا یافت، برای اولین بار سرکوب شد و بخشی از اسقف اعظم کلان‌شهر ایکس شد و در مدت کوتاهی در سال ۱۸۱۶ بازسازی شد.